# 586:e jaktflygregementet
586:e jaktflygregementet (ryska: 586-й истребительный авиационный полк) var ett sovjetiskt jaktflygregemente under andra världskriget ursprungligen bestående av enbart kvinnor- från lastare till piloter. Regementet grundades av major Marina Raskova 1942 efter Nazitysklands anfall på Sovjetunionen.
586:e kämpade under krigets sista tre år med våldsam intensitet och flög över 4 000 uppdrag, ofta tre-fyra uppdrag samma dag. 
I januari 1943 hade de egna leden tunnats ut så mycket att det var svårt att hitta tillräckligt med nya frivilliga kvinnor för att behålla enhetens ursprungliga idé med enbart kvinnor och resterna av enheten ombildades till ett könsmässigt blandat regemente kallat 437:e jaktflygregementet.
De två piloter härifrån som blivit mest berömda är Lidia Litvjak och Katja Budanova, båda belönade som flygaräss.

## Källförteckning
- http://ava.org.ru/iap/586.htm Bilder av flygplan och piloter från 586:e jaktflygregementet